# Eriçons
|  | Aquest article tracta sobre l'animal terrestre. Vegeu-ne altres significats a «Eriçó (desambiguació)». |

Els eriçons (Erinaceinae) són una subfamília de mamífers amb punxes de l'ordre dels eulipotifles. N'hi ha setze espècies vivents repartides en cinc gèneres. Se'ls troba a Europa, Àsia, Àfrica i Nova Zelanda. No hi ha cap espècie d'eriçó nadiua d'Austràlia i les nadiues de Nord-amèrica estan extintes. Les espècies de Nova Zelanda hi foren introduïdes. A Catalunya viuen dues espècies, l'eriçó comú i l'eriçó clar, però en captivitat és molt freqüent l'eriçó orellut. Els eriçons han canviat poc al llarg dels últims 15 milions d'anys. Com molts dels mamífers primitius, estan adaptats a una vida nocturna i una alimentació insectívora.

## Descripció
Físicament, els eriçons destaquen per les seves espines, que són pèls buits plens de queratina per donar-los rigidesa. Les espines no són verinoses ni estan esmolades com en el cas del porc espí, i al contrari que aquest, no es desprenen amb facilitat de l'animal. No obstant això, sí que deixen anar les pues els joves quan les reemplacen per les pues d'adult durant el primer any de vida. En períodes llargs d'estrès o sota alguna malaltia també poden arribar a perdre-les.
Quan es veuen amenaçats, els eriçons són capaços d'enrotllar-se sobre si mateixos formant una bola de pues. L'efectivitat d'aquesta habilitat depèn del nombre de pues que posseeixin. És per això que els eriçons del desert, que han evolucionat per ser menys pesats, prefereixen fugir o fins i tot atacar l'intrús amb les seves pues que confiar en la seva defensa d'enrotllament. Els diferents mètodes de defensa porten amb si diferents espècies de depredadors: mentre que els eriçons de bosc no tenen excessius depredadors, principalment mussols i fures, espècies petites com l'eriçó d'orelles llargues (Hemiechinus auritus) són preses de la guineu, del llop o de la mangosta.
Totes les espècies d'eriçó són principalment nocturnes, encara que algunes poden estar més actives de dia que altres. Dormen durant gran part del dia entre l'herba o en forats a terra. Normalment els eriçons caven caus per protegir-se. Totes les espècies pateixen èpoques de letargia, alguns hivernen a l'hivern i altres estiven a l'estiu, depenent de l'espècie, temperatura i abundància d'aliment.
Tenen cinc dits amb ungles llargues en les extremitats posteriors, mentre que en les davanteres posseeixen cinc dits amb ungles curtes. Això és degut als costums excavadors dels eriçons. Només els eriçons de ventre blanc tenen quatre dits a les extremitats posteriors.
Els eriçons emeten una àmplia gamma de sons amb els quals comunicar-se, des de grunyits fins a forts xiscles.
Ocasionalment els eriçons realitzen un ritual conegut com a ungiment. En percebre una olor nova, l'eriçó correrà a la seva font i la mossegarà. Després pegarà l'escuma olorosa de la seva boca en les seves espines amb la llengua. La naturalesa d'aquest comportament no està clara, però s'especula que pugui servir de camuflatge. Els nadons realitzen l'ungiment fins i tot abans d'obrir els ulls.

## Mascotes

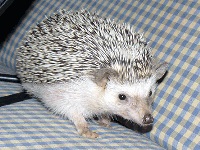
Eriçó pigmeu africà domèstic

Algunes espècies es venen en botigues d'animals com a mascotes. Poden conviure bé amb altres animals com gossos i gats. No són difícils de mantenir, però requereixen algunes cures especials a causa de la seva sensibilitat als canvis climàtics i la seva poca habilitat per adaptar-se a espais tancats. La cria particular va començar a principis dels anys 1980. Es considera que poden arribar a viure fins als 8 anys, però en la pràctica són molt pocs els casos d'eriçons tan longeus, que solen morir en realitat als 4 o 5 anys.
L'espècie que es ven com a mascota és l'eriçó pigmeu africà, híbrid de l'eriçó africà (Atelerix albiventris) i de l'eriçó clar (Erinaceus algirus). Aquest últim és una espècie autòctona catalana i està prohibit i penat tenir-lo en captivitat, igual que l'eriçó comú europeu (Erinaceus europaeus). Com a mascota també trobem l'eriçó orellut egipci (Hemiechinus auritus) que a poc a poc va sent més comú i és possible que aviat estigui tan estès com l'africà.
Les dues espècies requereixen una temperatura constant de 25 a 27 °C, de manera que a l'hivern és molt important proporcionar un sistema de calefacció individualment (no n'hi ha prou amb la calefacció de casa). Si la seva temperatura corporal baixa massa pot tenir una temptativa a hivernar, i en no ser espècies preparades per a això pot causar-los la mort.
L'alimentació de l'eriçó en captivitat ha de basar-se en pinso per a gats, de gamma alta i baix en greixos, complementat amb insectes, fruites i verdures.
En llibertat els eriçons recorren diversos quilòmetres al dia pel que en captivitat requereixen tot l'espai que sigui possible. Si no en tenen, començaran a estressar-se i a guanyar pes, que amb el temps causarà problemes hepàtics. Per tant, una roda com la dels hàmsters però de gran escala és una de les millors maneres de fer que es puguin exercitar i distreure's dins l'habitacle. Perquè una roda sigui adequada ha de fer com a mínim 30 cm de diàmetre i no tenir barrots que puguin amputar o ferir-ne les potes.

## Eriçons a la cultura
El dilema de l'eriçó ha estat aplicat a nombrosos camps de les relacions humanes.
Hi ha alguns eriçons que han assolit la fama en el camp de la ficció:
- Sonic the Hedgehog, mascota de Sega (companyia de videojocs).
- Espinet, de la versió espanyola de Sesame Street.
- Mrs. Tiggy-Winkle, personatge de Beatrix Potter.